# Smithsonidrilus luteolus
Smithsonidrilus luteolus är en ringmaskart som först beskrevs av Erséus 1983.  Smithsonidrilus luteolus ingår i släktet Smithsonidrilus och familjen glattmaskar. Inga underarter finns listade i Catalogue of Life.